# NGC 56
NGC 56 est une entrée du New General Catalogue qui concerne un corps céleste inexistant,.

## Histoire
Cet objet a été enregistré par John Herschel tôt dans ses observations, faisant partie de son « sweep 14 » de 1825. Il a seulement enregistré ceci, « environ à cet endroit un espace considérable semble affecté par une nébulosité ». Des astronomes ont noté que l'observation d'Herschel aurait pu être une réflexion d'une étoile brillante qui se situe à deux degrés au nord de la location de NGC 56. Les autres observations enregistrées par Herschel à ce moment, comprenant M15, étaient correctement localisées. L'erreur ne peut donc pas être attribuée à une erreur générale de localisation d'objets pendant l'étude. Cet objet supposé est localisé à une ascension droite 00h 15m 20.6s et une déclinaison de +12° 26′ 40″.